# Cahiers de Fanjeaux
Los Cahiers de Fanjeaux (traducido literalmente Cuadernos de Fanjeaux), son una publicación científica anual de libros en francés de historia de la religión durante la Edad Media en los "países tradicionales" del sur de Francia. 
Todos los años, en el pueblo Fanjeaux, donde se instaló Domingo de Guzmán para combatir el catarismo del Languedoc, se lleva a cabo una serie de ponencias y coloquios entre especialistas e historiadores, cuyas conclusiones y estudios se publican en un volumen anual, editado por Éditions Privat.
Los coloquios e inicio de la colección de volúmenes de los Cahiers de Fanjeaux se iniciaron en el año 1965 por iniciativa de dos historiadores de Toulouse, el dominicano Marie-Humbert Vicaire y el canónigo Etienne Delaruelle. 
Actualmente son llevados a cabo conjuntamente por el Instituto católico de Toulouse, la Universidad de Toulouse II (Le Mirail) y la Universidad de Montpellier III (Universidad Paul Valéry), bajo la presidencia de historiadores de reconocido prestigio.
Entre los historiadores que han participado o presidido los coloquios de Fanjeaux y han contribuido a la redacción de los Cahiers figuran Colette Beaune, Jean-Louis Biget, Bernhard Blumenkranz, Jacques Chiffoleau, Yves Congar, Georges Duby, Jacques Le Goff, Guy Lobrichon, Paul Ourliac, Jean Richard, Jean-Claude Schmitt, André Vauchez, Jacques Verger o Michel Zink.
La colección de los volúmenes publicados de Cahiers representa una de las mejores enciclopedias de historia de la religión en el Midi francés, con más de 650 artículos.